# Gà Augsburg

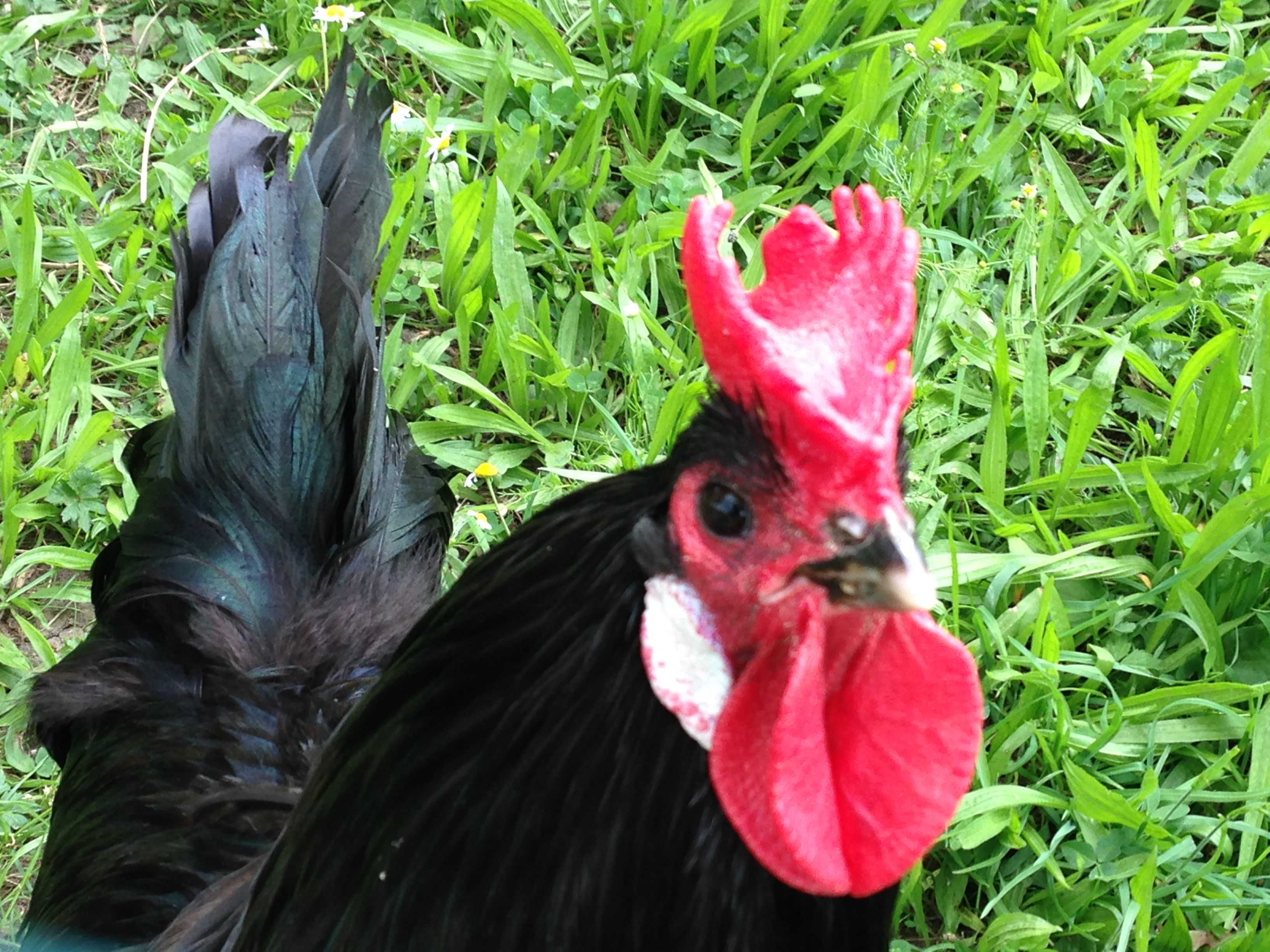
Gà Augsburg

Gà Augsburg hay Augsburger là một giống gà nhà có nguy cơ tuyệt chủng của nước Đức. Nó bắt nguồn từ khu vực thành phố Augsburg, thuộc vùng Schwaben của bang Bayern, miền nam nước Đức. Chúng được lai tạo ra trong thế kỷ XIX, và xuất phát chủ yếu từ giống gà La Flèche của Pháp. Đây là giống gà duy nhất có nguồn gốc từ xứ Bavaria.
Ngày nay, Augsburger là một giống hiếm. Nó được liệt kê trong thể loại I, "cực kỳ nguy cấp", trên danh sách Rote Liste Gesellschaft zur Erhaltung sửa đổi cho und gefährdeter Haustierrassen. Năm 2005, 40 con gà trống và 164 con gà mái được ghi nhận, năm 2009 có 35 nhà lai tạo với 64 con gà trống và 289 con gà mái. Một biến thể gà Bantam của Augsburger được công nhận vào năm 1975.

## Lịch sử
Gà Augsburger được lai tạo ra bởi Julius Meyer, thuộc thị trấn nhỏ Haunstetten, nay là một phần của thành phố Augsburg, thuộc vùng Swabia thuộc bang Bavaria, miền nam nước Đức. Năm 1870 hoặc 1880 ông này cho lai giống gia cầm từ giống gà La Flèche Phá, được đánh giá cao về chất lượng thịt của nó, với một giống hoặc loại gà thuộc giống của Ý mà bây giờ đã tuyệt chủng tên là gà Lamotta vốn là giống gà đẻ trứng tốt. Mục đích là để tạo ra một con gà kiêm dụng cho cả trứng và thịt mà sẽ kết hợp cả hai phẩm chất từ hai giống gà này. Mô tả bằng văn bản đầu tiên của gà Augsburger là của Jean Bungartz vào năm 1885.
Gà Augsburger trở nên phổ biến và lan rộng đến khu vực của Stuttgart và đến tận Rừng Đen. Hiệp hội các nhà tạo giống được thành lập vào năm 1923 tại Mühlhausen, ở Ruhr, nhưng không kéo dài. Theo thời báo xã hội chủ nghĩa quốc gia (Quốc xã), Augsburger không được công nhận chính thức và không thể trưng bày tại các buổi biểu diễn gia cầm. Năm 1938, một hiệp hội các nhà lai tạo mới, Sonderverein der Züchter des Augsburger Huhnes, được thành lập. Từ những năm 1960, Augsburger bắt đầu phải chịu sự cạnh tranh từ các giống năng suất cao chuyên thịt, và sự phổ biến của nó bị suy giảm.

## Đặc điểm
Augsburger thích nghi tốt với các điều kiện khí hậu về nguồn gốc của nó, cao nguyên Bavarian. Màu lông thông thường là màu đen, với ánh sáng xanh; sau khi tái thống nhất nước Đức vào năm 1990, một biến thể màu sắc mới, màu xanh-viền, đã được thêm vào tiêu chuẩn. Các Augsburger có một hình chén hoặc lược hồng khác thường, tương tự như của giống gà Sicilia của Sicily, và hoàn toàn không giống như cái lược hình chữ V của giống La Flèche. Dái tai có màu trắng. Các Augsburger là một giống hai mục đích, với chất lượng thịt tốt. Gà mái đẻ khoảng 180 quả trứng trắng mỗi năm, trung bình có trọng lượng 58g.